# Joy Fielding
Joy Fielding, född Tepperman 18 mars 1945 i Toronto, Ontario, är en kanadensisk författare. Hon startade sin karriär tidigt och en lång rad av hennes böcker har översatts till svenska.
Hon bor fortfarande i födelsestaden Toronto.

## Verk (översatta till svenska)
(Översättning Gertrud Hemmel, förlag Bonnier, om ej annat anges)
- Spårlöst försvunna (Kiss mommy goodbye) (1982)
- Den andra kvinnan (The other woman) (1983)
- Våldtagen (Life penalty) (översättning Sture Hammenskog, 1985)
- Djupt vatten (The deep end) (översättning Sture Hammenskog, 1987)
- En sommar i Florida (Good intentions) (1990)
- Bilden av en främling (See Jane run) (1992)
- Ingen återvändo (Tell me no secrets) (1994)
- Hotet från en okänd (Don't cry now) (1995)
- Brottstycken (Missing pieces) (1997)
- Låtsasleken (The first time) (2000)
- När skymningen faller (Grand Avenue) (2002)
- Försvunnen (Lost) (2005)
- Jag ska hitta dig en dag ... (Mad River Road) (2007)